# Dajjāl

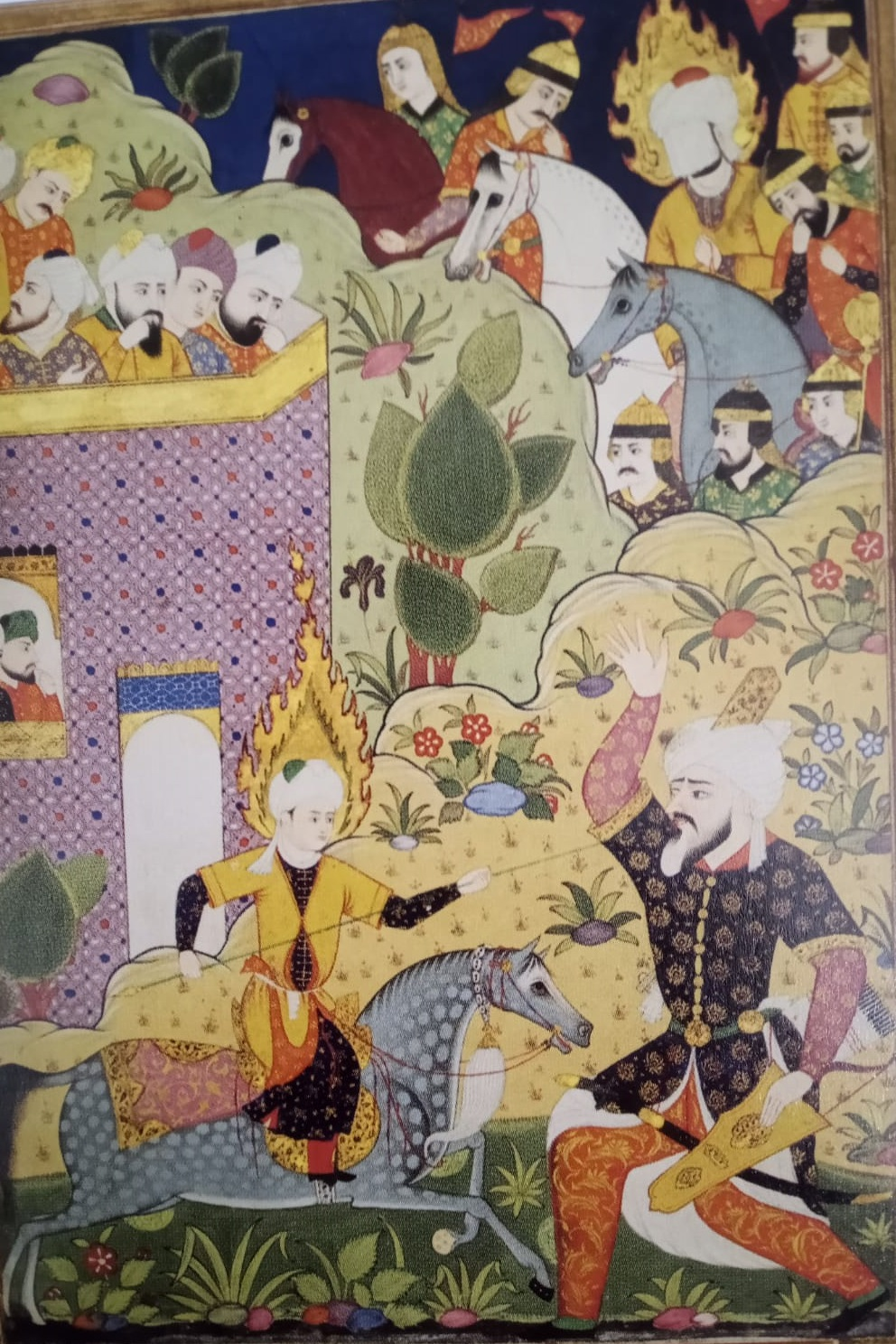
Gesù combatte il Dajjal (il falso profeta), in una miniatura indiana.

Nell'escatologia islamica, il Dajjal (in arabo دّجّال‎? «il mentitore») è un essere malvagio destinato a regnare nel mondo per un periodo di 40 giorni prima del Giorno del giudizio; quale figura anti-messianica, è paragonabile all'Anticristo della escatologia cristiana e all'Armilus della escatologia ebraica medievale.
Secondo una tradizione, avrà le pupille di colore diverso (una è azzurra, simile ad un acino d'uva), i capelli ricci o mossi, sarà cieco all'occhio destro (in alcune rappresentazioni all'occhio sinistro), e sulla fronte avrà scritta la parola araba kāfir ('miscredente') che chiunque abbia fede islamica potrà leggere, anche senza saperlo fare; pur operando miracoli di vario genere (quale la resurrezione di morti, che in realtà sono dei jinn, o la capacità di far scendere la pioggia), creerà nondimeno profonde spaccature nella umma. Dirà di essere un messaggero di Dio e poi dirà di essere l'incarnazione di Dio. Secondo una tradizione, saranno soprattutto le donne a seguirlo. Avrà un falso Paradiso (che sarà l'Inferno) e un falso Inferno (che sarà il Paradiso). Si sposterà in maniera velocissima, potrà fare il giro del mondo in pochissimo tempo. Arriverà in tutte le città del mondo salvo La Mecca e Medina, perché in queste due città ci saranno angeli a proteggerle.
Alla fine, Gesù, (Al Masih'Isa ibn Maryam «il Cristo, figlio di Maria») che sarà inviato da Dio in Terra tramite l'ala di un angelo in un minareto bianco alle porte di Damasco, riuscirà a sopraffarlo e a privarlo della vita, in Palestina; ma tutto ciò avverrà prima che Allāh decreti il vero yawm al-dīn  («Dì del Giudizio»; letter. «Giorno della religione»), nel quale giudicherà gli uomini in base alle loro azioni, determinandone la salvezza o la condanna.